# Berzosilla

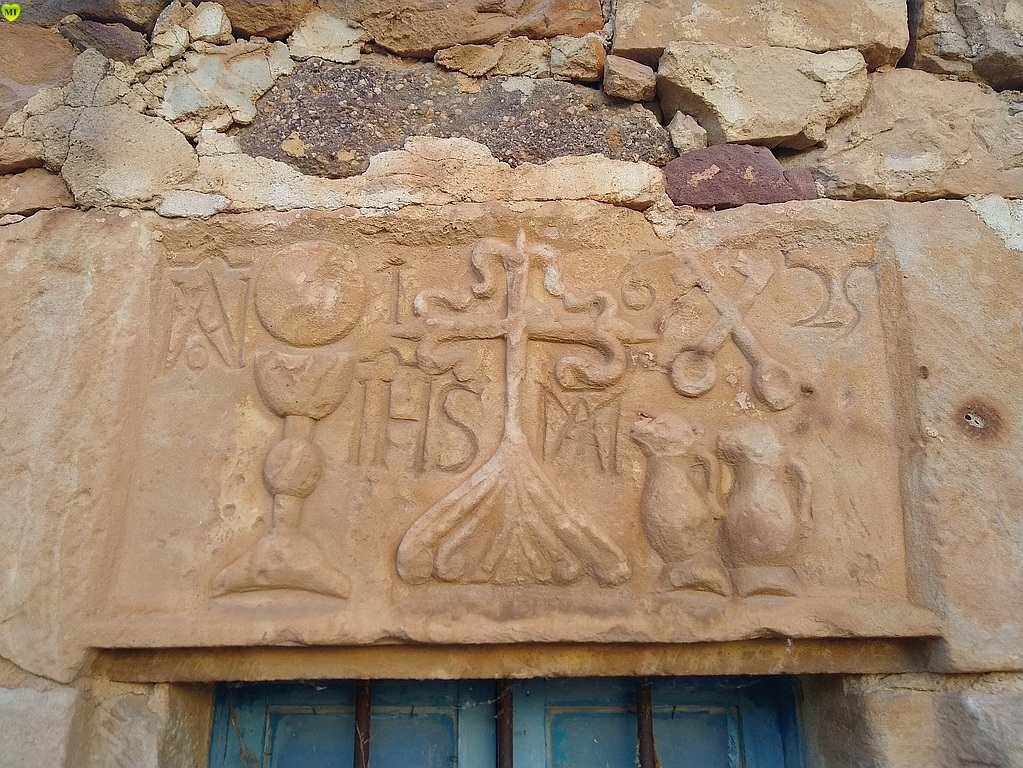
Inscripción sobre una ventana

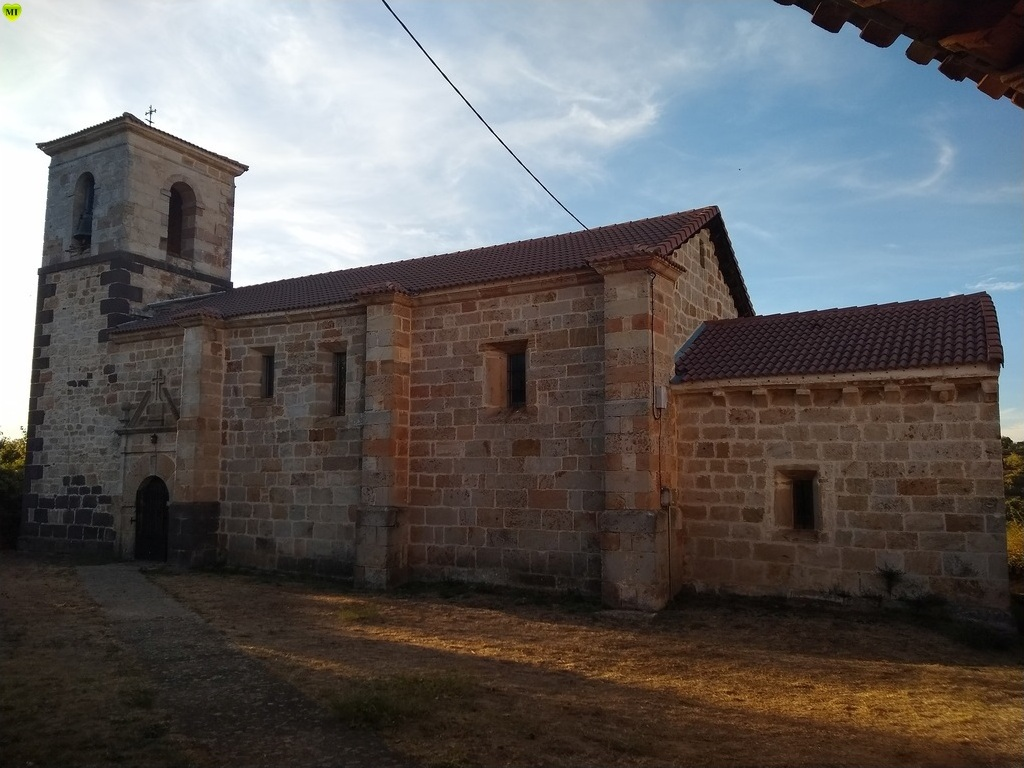
Iglesia de San Vítores

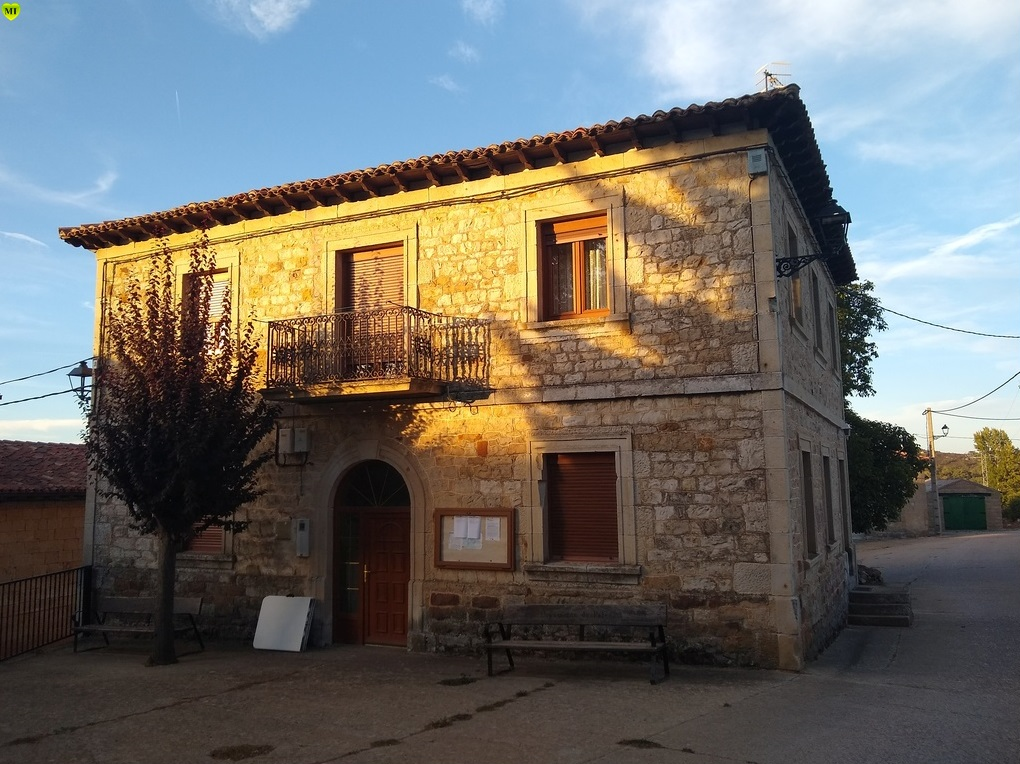

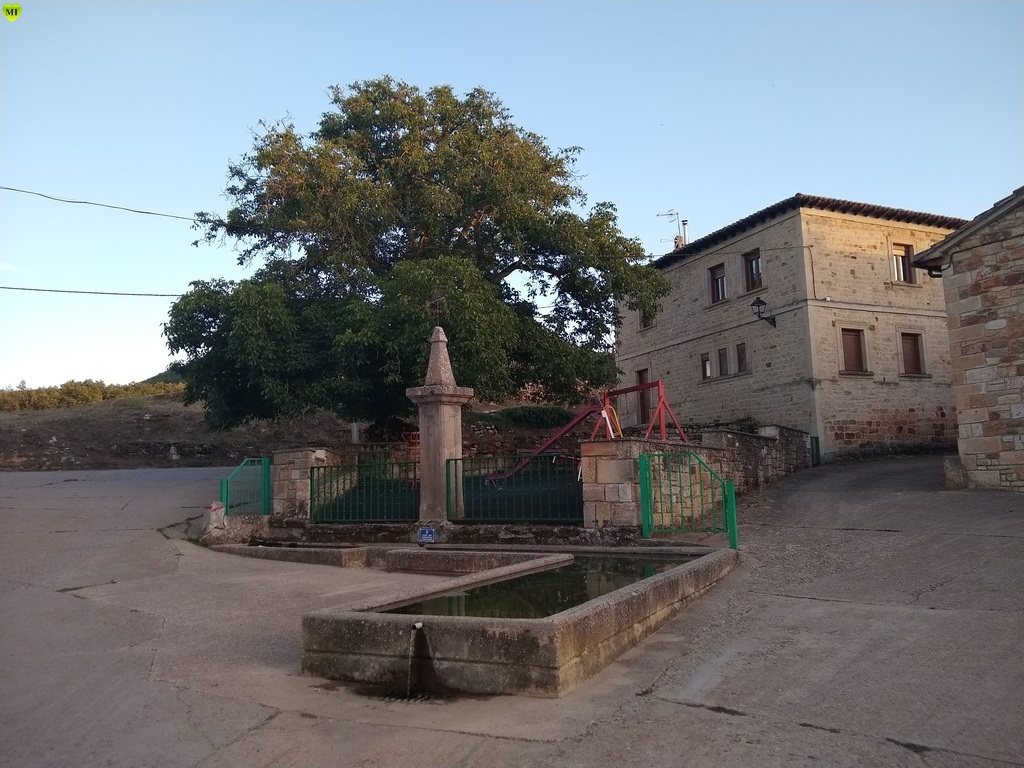
Pilón y fuente

Berzosilla es un municipio y localidad española de la provincia de Palencia, en la comunidad autónoma de Castilla y León.

## Geografía
El término municipal tiene una peculiar situación geográfica, pues conforma un exclave de la provincia de Palencia entre la comunidad autónoma de Cantabria y la provincia de Burgos. Es uno de los pocos casos en España en los que un exclave se sitúa entre dos provincias diferentes a la suya. Al pasar el río Ebro brevemente por el municipio, este hecho provoca que la provincia de Palencia sea una de las que dicho río atraviesa.
El acceso al término municipal se hace a través del municipio cántabro de Valderredible. Desde 2017, el municipio se encuentra incluido en el Geoparque Las Loras, el primer geoparque de la Unesco en Castilla y León.

## División administrativa
En el municipio están integrados los siguientes pueblos:
- Báscones de Ebro.
- Berzosilla (capital).
- Cuillas del Valle.
- Olleros de Paredes Rubias.

## Demografía
Cuenta con una población de 47 habitantes (INE 2024).
| Gráfica de evolución demográfica de Berzosilla entre 1842 y 2021 |
| |
| Población de derecho según los censos de población del INE Población de hecho según los censos de población del INEEn estos censos se denominaba Verzosilla: 1842 y 1857 |